# Dicranomyia (Numantia) fusca
Dicranomyia (Numantia) fusca is een tweevleugelige uit de familie steltmuggen (Limoniidae). De soort komt voor in het Palearctisch en Nearctisch gebied.